# Simone Maresch
Simone Maresch (* 1958) ist eine deutsche Autorin und Künstlerin, die auch unter dem Pseudonym Apollonia bekannt ist.
Neben Romanen veröffentlicht sie regelmäßig Essays, Kurzgeschichten und Kolumnen in bekannten überregionalen BDSM-Printpublikationen und Internetmagazinen. Zusammen mit ihrem Partner Armin trat Maresch früher regelmäßig in Deutschland, Österreich und der Schweiz mit einem Comedy-Programm auf, das Alltagserfahrungen von Menschen mit BDSM-Bezug thematisiert. Das Duo hat unter dem Titel Ja, so ist dat eine CD-Version des Programmes veröffentlicht. Maresch ist Mitglied in der Bundesvereinigung Sadomasochismus und engagiert sich gegen die Diskriminierung von Sadomasochisten. Sie hat mehrere Kinder und lebt in Berlin.

## Romane
- Simone Maresch: Apollonias Welt. Marterpfahl-Verlag, Nehren 2004, ISBN 3-936708-14-2.
- Simone Maresch: Topetten Tango. Charon-Verlag, Hamburg 2006, ISBN 3-931406-48-2.
- Matthias T. J. Grimme (Hrsg.): Das SM-Handbuch Spezial. Charon-Verlag, Hamburg 2005, ISBN 3-931406-44-X (mit einem Beitrag von Maresch zu Dominanz und Submission).

## Tonträger
- Apollonia und Armin: Ja, so ist dat : was Sie sich schon immer über SM gefragt haben, aber nie wirklich wissen wollten. Vier-Vögel-Verlag, Hasenkrug 2005, ISBN 3-00-014236-3.